# Закамен
Закамен или Зад Камен е изчезнало, полулегендарно селище в областта Малесия, днешна Северна Македония. Според преданията Закамен е бил малък град. Смята се, че по името на града областта, която по-късно става известна като Малесия, се е наричала „Закамен“.

## География
Съществуват различни предания за местоположението на Закамен. Бранислав Русич, който обхожда останките от старо селище в Малесия, смята, че Закамен се е намирал между селата Збъжди и Локов, в местност, която в средата на ХХ век се нарича „Закамен“. На север и на изток от Закамен се намира планински гребен, наречен „Закаменско бърдо“. В южната част от селището, в местността Църквище се е намирала църквата „Успение Богородично“. Североизточно от нея, в местността Манастирище е бил разположен манастир, който според преданието се е казвал „Свети Спас“. Закамен е бил свързан с Локов с калдъръмен път, чийто останки се забелязват в средата на ХХ век.

## История
Според една версия, градът е бил унищожен от албанци в края на XVIII или началото на ХIХ век. Предания разказват, че „турци“ опожаряват селището, след като чета, водена от местния свещеник Мартин, ограбила царска хазна и избила охраната. За отмъщение Закамен, както и други села в района (Сливица, Красйе, Славило, Лепеинца, Старо Село, Село Поле, Селища край Збъжди, Горно Ливане, Ума, Дебелчица, Големи Кутел, Долно Село, Катунища, Дупница, Бурлица край Селци и Буринец, Дедено на Дрим, Црско и други) били запалени и унищожени. Много местни жени били отведени в Албания, някои стигнали и до Бар, в Черна гора. Много семейства намират убежище в други села - в Дебърца, Кичевско, Порече.

## Родове с произход от Закамен
- Бигор Доленци - Карановци (8 къщи в  началото на 60-те години на ХХ век), известни и като Петревци.[5];
- Пуста Брезница - Търпевци (16 къщи в края на 40те години на ХХ век)[6];
- Челопеци - Радичовци (1 къща 20-те години на XX век)[7].
- Кнежино - Пиляовци (8 къщи в началото на 60-те години на ХХ век) и Шендевци (5 къщи в  началото на 60-те години на ХХ век)[8];